# Sramkó János
Sramkó János (Budapest, 1962. október 14. –) hangszeres előadóművész (dob), művésztanár (Master Art of Music), zeneszerző, a magyar jazzélet meghatározó alakja.

## Pályafutása
16 éves kora óta játszik különböző stílusú és összeállítású zenekarokban a triótól a big bandig. A tradicionális és modern jazztől kezdve a rockon át a latin, funk és soul műfajáig mindenféle zenében otthon van. Zenei tanulmányait előbb a Bartók Béla Konzervatóriumban, majd a Liszt Ferenc Zeneművészeti Főiskolán folytatta. Később a Hudobna Umelecka Akademia Jana Albrechta művészeti akadémián master diplomát szerzett. 
Külföldi tanároktól is tanult, legnagyobb mestereinek Egil Johansent és Ed Thigpent tekinti. 1990-ben fél évet töltött az Egyesült Államokban. Játékára nagy hatást gyakorolt Tony Williams, Elvin Jones, Steve Gadd és Peter Erskine. 
A legtöbb jelentős hazai jazz-zenésszel játszott együtt, többek közt Regős Istvánnal, Bontovics Katival, Pege Aladárral, Vukán Györggyel, Babos Gyulával, Szakcsi Lakatos Bélával, a Brass Age zenekarral és Süle László szeptettjével. Módja volt Lee Harper, Woody Shaw, Ernie Wilkins, Jiggs Wigham Gerard Presencer és más nagyságokkal fellépni. Rendszeres résztvevője hazai és külföldi fesztiváloknak, rádiós workshopoknak. Közreműködött több száz stúdiófelvételen, filmzenében.
1990 óta vezeti saját együtteseit. 2001 decemberében hozta létre a Sramkó János Groupot. A zenekar tagjai a magyar jazzélet közép-, illetve fiatal generációjának legjobbjaiból verbuválódtak.
2005-ben jelent meg a Sramkó János Group lemeze The Howling Spirit címmel, amelyen a zenekarvezető zeneszerzőként is bemutatkozott.
Művésztanárként 16 évig tanított a Kőbányai Zenei Stúdióban, ahonnan számos tanítványa került be a hazai és külföldi zenei élet vérkeringésébe. A szlovákiai Jan Albrecht Művészeti Akadémia dob-, valamint zenekari gyakorlat tanára volt 10 éven át.